# Ectomone

Le réseau mycorhizien et le microbiote du sol créent des systèmes de « relation sociale », avec notamment les ectomones qui établissent un dialogue interspécifique.

Une ectomone ou composé allélochimique est une substance sémiochimique produite par un être vivant et qui interagit avec un autre être vivant d'une espèce différente (communication interspécifique). Les ectomones comprennent généralement :
- les allomones (composés impliqués dans la défense, la dissuasion et la reproduction, ils sont bénéfiques pour l'organisme émetteur, néfastes pour l'organisme récepteur[1]),
- les kairomones (impliqués dans l'attraction[2], ces composés sont bénéfiques uniquement pour le récepteur),
- les synomones (bénéfiques[3] pour l'émetteur et le récepteur).

L'ectomone se distingue de la phéromone (modulateur agissant au sein d'un organisme, appelé endomone, réservé à la communication intraspécifique),.
Dans la communication chez les plantes, les ectomones sont des composés allélopathiques.